# Tomás Petersen
Tomás Klaus A. Petersen (Buenos Aires, 1957) es un ingeniero civil, dirigente y exrugbista que se desempeñaba como ala. Representó a los Pumas de 1978 a 1986.
En los años 2010 fue vocal de Sudamérica Rugby.

## Selección nacional
En 1978 Aitor Otaño lo convocó para participar de la gira a Europa y debutó contra Inglaterra como titular.
En 1983 formó parte de la gira a Australia, donde se obtuvo la primera victoria de visitante ante los Wallabies y marcó un try.
Jugó en la victoria contra World XV de 1983, el histórico empate ante los All Blacks en 1985 y el triunfo frente a Les Bleus ese mismo año.
No fue seleccionado por Héctor Silva para disputar la Copa Mundial de 1987, siendo relegado junto a otros jugadores clave como: Andrés Courreges, Alejandro Iachetti, Marcelo Loffreda, Bernardo Miguens y Ernesto Ure. Meses después, Rodolfo O'Reilly los convocó como reconocimiento y vencieron a Australia.
En total jugó 25 partidos de prueba y anotó cuatro tries (16 puntos de aquel entonces).

### Sudamérica XV
Representó a Sudamérica XV, en la época del racista apartheid, participando de las giras a Sudáfrica en 1980 y 1984. Fue titular en la victoria contra los Springboks.

## Palmarés
- Campeón del Torneo Sudamericano de 1985.
- Campeón del Campeonato Argentino de Rugby de 1979, 1980, 1983 y 1984.
- Campeón del Top 12 de la URBA de 1977, 1978, 1979, 1980, 1983, 1984, 1986, 1987 y 1988.